# Cítov
Cítov är en ort i Tjeckien.   Den ligger i distriktet Okres Mělník och regionen Mellersta Böhmen, i den centrala delen av landet, 30 km norr om huvudstaden Prag. Cítov ligger 182 meter över havet och antalet invånare är 1 028.
Terrängen runt Cítov är platt.Runt Cítov är det ganska tätbefolkat, med 86 invånare per kvadratkilometer. Närmaste större samhälle är Mělník, 5,9 km öster om Cítov. Trakten runt Cítov består till största delen av jordbruksmark.